# Herinneringsmedaille aan de Bevrijding in 1945
De Herinneringsmedaille aan de Bevrijding in 1945 is een Deense onderscheiding die in 1946 door Koning Christiaan X van Denemarken werd ingesteld ter herinnering aan de bevrijding van Denemarken (1945) na vijf jaar bezetting door de Duitse Wehrmacht.
De medaille wordt aan een tot een vijfhoek gevouwen rood zijden lint met een witte middenstreep op de linkerborst gedragen.